# Pomianka (województwo zachodniopomorskie)
Pomianka (niem. Neu Pammin) – opuszczona kolonia w Polsce, w województwie zachodniopomorskim, w powiecie choszczeńskim, w gminie Recz. 
W latach 1975–1998 miejscowość administracyjnie należała do województwa gorzowskiego. Miejscowość wchodzi w skład sołectwa Pomień. 
Miejscowość składająca się tylko z dwóch zabudowań została opuszczona w latach 90. XX wieku.
W 2012 r. miejscowość została urzędowo zniesiona.